# Sematophyllum campicola
Sematophyllum campicola är en bladmossart som beskrevs av Brotherus 1925. Sematophyllum campicola ingår i släktet Sematophyllum och familjen Sematophyllaceae. Inga underarter finns listade i Catalogue of Life.